# Ischnocnemis cyaneus
Ischnocnemis cyaneus là một loài bọ cánh cứng trong họ Cerambycidae.